# USS Salmon (SS-19)
USS Salmon (SS-19) – amerykański okręt podwodny z okresu I wojny światowej, trzecia zamówiona jednostka typu D. Została zwodowana 12 marca 1910 roku w Fore River Shipyard w Quincy i przyjęta w skład US Navy 8 września tego roku. W listopadzie 1911 roku nazwę okrętu zmieniono na oznaczenie literowo-numeryczne D-3. Okręt wycofano ze służby 20 marca 1922 roku i sprzedano.

## Projekt i budowa
Konstrukcja USS „Salmon” oparta była na rozwiązaniach poprzednich typów okrętów podwodnych zaprojektowanych przez Electric Boat (szczególnie na typie C). Okręt, prócz zwiększonej długości i wyporności, cechował dużych rozmiarów kiosk z mostkiem oraz dwa peryskopy. Po raz pierwszy w amerykańskich okrętach podwodnych zastosowano w nim podział kadłuba na przedziały rozdzielone grodziami wodoszczelnymi.
USS „Salmon” (Submarine Torpedo Boat No. 19) zbudowany został w Fore River Shipyard w Quincy. Wodowanie miało miejsce 12 marca 1910 roku.

## Dane taktyczno–techniczne
„Salmon” był małym okrętem podwodnym o konstrukcji jednokadłubowej. Długość całkowita jednostki wynosiła 41,1 metra, szerokość 4,2 metra i zanurzenie 3,6 metra. Wyporność w położeniu nawodnym wynosiła 288 ton, a w zanurzeniu 337 ton. Okręt napędzany był na powierzchni przez dwa silniki benzynowe Craig o łącznej mocy 600 koni mechanicznych (KM). Napęd podwodny zapewniały dwa silniki elektryczne Electro-Dynamic o łącznej mocy 260 KM. Dwuśrubowy układ napędowy pozwalał osiągnąć prędkość 12 węzłów na powierzchni i 9,5 węzła w zanurzeniu. Zasięg wynosił 1240 Mm przy prędkości 10 węzłów w położeniu nawodnym oraz 80 Mm przy prędkości 5 węzłów pod wodą. Dopuszczalna głębokość zanurzenia wynosiła 60 metrów.
Okręt wyposażony był w cztery dziobowe wyrzutnie torped kalibru 450 mm (18"), z łącznym zapasem czterech torped. Załoga okrętu składała się z 15. oficerów, podoficerów i marynarzy.

## Przebieg służby
USS „Salmon” został wcielony do służby w US Navy 8 września 1910 roku. Pierwszym dowódcą jednostki został por. mar. D.G. Weaver. Okręt włączono w skład Floty Atlantyckiej z bazą w Newport. 17 listopada 1911 roku nazwę okrętu zmieniono na oznaczenie literowo-numeryczne D-3.
Od 17 października 1912 roku do 20 stycznia 1913 roku wraz z innymi okrętami operował na Morzu Karaibskim, a w kwietniu 1914 roku wspierał siły amerykańskie uczestniczące w interwencji w Veracruz. Okręt powrócił do swojej flotylli w Norfolk 16 czerwca 1914 roku. Podczas I wojny światowej D-3 służył jako jednostka szkoleniowa w Newport i New London, a 21 września 1917 roku został jednostkę flagową 2. Dywizjonu Okrętów Podwodnych. D-3 trafił do rezerwy 5 września 1919 roku. 17 lipca 1920 roku okręt otrzymał numer identyfikacyjny SS-19.
D-3 został wycofany ze służby 20 marca 1922 roku w Filadelfii. Sprzedano go 31 lipca 1922 roku.